# Пеппи Длинныйчулок (мультфильм)
«Пеппи Длинныйчулок» (англ. Pippi Longstocking, швед. Pippi Långstrump) — шведско-немецкий полнометражный мультфильм 1997 года, экранизация повести Астрид Линдгрен «Пеппи поселяется на вилле «Курица»» (1945). Является спин-оффом одноимённого (англ. Pippi Longstocking (1997 TV series)) канадского мультсериала (1997—1999).

## Сюжет
Сюжет мультфильма не сильно отличается от оригинальной повести.
Пеппи Длинныйчулок ходит по морям вместе со своим отцом, капитаном Эфраимом, лошадью Старичок и ручной обезьянкой Мистер Нильсон. Однажды ночью во время шторма капитана смывает за борт волна, но тот успевает крикнуть дочери, чтобы она ждала его на их вилле «Курица» (или же в доме «Вверх дном»), поэтому девочка сходит со своими животными на берег и отправляется прямёхонько туда. Прибыв на место, Пеппи знакомится с Томми и Анникой, соседскими детьми, и втягивает их в свои шалости. Вскоре Пеппи замечает местный попечительский комитет во главе с миссис Присселиус. Последняя, узнав, что Пеппи живёт в доме без родителей и взрослых, собирается отправить её в детский дом, чему Пеппи всячески противится. Миссис Присселиус уходит ни с чем, обещая вскоре вернуться.
Миссис Присселиус приходит в полицейский участок и требует от полицейских, Клинка и Кланка, отправить девочку в детский дом как можно скорее. В разговоре она упоминает, что в её доме расположен сундук с сокровищем, и сам дом без охраны. Это слышат воры Тандер-Карлсон и Блум, сидящие в камере наверху. Помечтав о хорошей жизни, воры спланировали побег, они попросили у полицейских простыни и напильник, а те, ничего не подозревая, выдают. Через некоторое время Клинк и Кланк поехали на рыбалку, но их жёны и миссис Присселиус думают, что они на «важном задании».
Пеппи поливает цветы в дождливый день и замечает Томми и Аннику, идущих в школу. Узнав про школу и про каникулы, Пеппи остаётся недовольной, решив, что она не может идти на каникулы, в отличие от Томми и Анники. Вскоре, Пеппи приходит в класс и хочет «поучиться». На занятии по арифметике Пеппи не смогла назвать правильный ответ и даже удивилась, что учитель, зная ответ, спрашивает у других. По дороге домой Анника, по просьбе своей мамы, приглашает Пеппи в дом на чаепитие. А также, увидев на дороге фургон цирка, просят пойти с ними на него. Пеппи соглашается. Придя на приглашение, миссис Присселиус, находившаяся там же, удивляется появлению Пеппи. Последняя поедает поданный на стол торт одна и танцует с миссис Присселиусом (хотя та не давала согласия). Миссис Присселиус и жёны полицейских уходят. Миссис Сендегрел просит Пеппи покинуть дом и научиться в следующий раз хорошо себя вести. Пеппи покидает дом с тоской, надеясь податься в пираты.
Ночью воры Тандер-Карлсон и Блум сбегают из тюрьмы и направляются к вилле «Курица». Пеппи тем временем пересчитывает золото из сундука. Незнакомцы, войдя в дом и начав разговор с Пеппи, собирались уже действовать, но, услышав звуки из второго этажа и подумав, что это охрана Пеппи, уходят назад и обещают вернуться в следующую ночь. На утро полицейские Клинк и Кланк добираются до виллы «Курица», предъявляют Пеппи постановление и собираются отправить её в детский дом. Пеппи отвечает сарказмом (дескать, она живёт в доме одна, она — ребёнок, соответственно, она живёт в детском доме), полицейские не понимают его и считают своё задание выполненным. Они также помогают Пеппи на крыше, думая, что это понравится миссис Присселиус. Появляется последняя и испытывает недовольство, обещая заняться этой проблемой самостоятельно. Ночью Пеппи и мистер Нильсон танцуют Шотланку[неизвестный термин]. По случайности пластинка ломается и они отправляются спать.
Тандер-Карлсон и Блум пробираются в дом, видят, что Мистер Нильсон — это обезьяна, и с облегчением спрашивают про сундук с золотом. Воры практически дотащили сундук до двери, но Пеппи неожиданно возвращает его назад. Увидев невероятную силу, воры притворяются учителями танцев и дают пару уроков Пеппи в танце Шотланка[неизвестный термин]. За время танца воры изматываются и убегают после завершения, Пеппи не успела им дать по золотой монете. На следующее утро Пеппи изготавливает «ловушку для птахи» внутри и снаружи дома, чтобы Мистер Нильсон был в безопасности, и ушла с Томми и Анникой в цирк. Миссис Присселиус становится случайно жертвой ловушки, и в порыве гнева, замечает воров Тандер-Карлсона и Блума. Последние притворяются, что готовы помочь в перемещении Пеппи в детский дом. Миссис Присселиус и воры заключают договор.
Воры отправляются в цирк и переодеваются в соответствующие наряды. В это время Пеппи выходит на арену и без какого-либо напряжения влёгкую одолевает «самого сильного парня в мире» Адольфа в поднятии тяжести. Тандер-Карлсон практически поймали её, но она пошла на зов своих друзей. Недовольная Миссис Присселиус заставила воров погнаться за Пеппи. Чуть позже она сообщает Клинку и Кланку о побеге заключённых, последние немедленно собираются их поймать. На цирковом фургоне воры практически догоняют Пеппи, Томми и Аннику, но Блум падает под колёса и Тандер-Карлсон вынужденно останавливается. У последнего появился план: пробраться в дом Пеппи в её отсутствие, и украсть сундук. Внутри дома воры попадают в ловушку и вылетают из дома прямиком в машину полицейских.
Миссис Присселиус в итоге догоняет Пеппи и начинает угрожать, как вдруг внезапно появился её отец Эфраим. Миссис Присселиус, увидев родителя Пеппи, тут же приходит в себя. Вместе с Эфраимом появляется его команда. Эфраим сообщает, что они завтра отправятся в Тука-Тука-Лэнд. Пеппи отправляется вместе с ними. На причале Томми и Анника начинают плакать. Это видит Пеппи, делает вывод, что из-за неё никто не должен плакать, и решает остаться на вилле «Курица», не желая покидать новых друзей. Отец отпускает её. По дороге домой Пеппи предлагает друзьям поиграть в Текорк (крокет задом наперёд), или же устроить хождение по рыбам, обещав их быстро обучить этому.

## Роли озвучивали
- Мелисса Алтро — Пеппи Длинныйчулок
- Ноа Рейд — Томми Сеттегрен
- Оливия Гарратт — Анника Сеттегрен
- Гордон Пинсент — капитан корабля Эфраим Длинныйчулок, отец Пеппи
- Кэтрин О’Хара — миссис Присселиус
- Дейв Томас — жулик Тандер-Карлсон
- Уэйн Робсон — жулик Блум
- Кэрол Поуп — учительница в школе Томми и Анники
- Томас Болме — полицейский Кланг

## Премьерный показ в разных странах[3]
- США — 22 августа 1997
- Швеция — 3 октября 1997
- Норвегия — 17 октября 1997
- Дания, Финляндия — 19 декабря 1997
- Исландия — 26 декабря 1997
- Германия — 22 января 1998
- Нидерланды (дубляж), Сингапур (Международный сингапурский кинофестиваль) — 25 апреля 1998
- Великобритания — 14 апреля 2000